# Singapurische Badmintonmeisterschaft 1941/42
Die Singapurische Badmintonmeisterschaft 1941/42 fand an mehreren Terminen im Juli und August 1941 statt. 

## Austragungsorte
- Clerical Union Hall

## Finalresultate
| Disziplin    | Sieger                       | Finalist                     | Ergebnis           |
| ------------ | ---------------------------- | ---------------------------- | ------------------ |
| Herreneinzel | Wong Peng Soon               | Yap Chin Tee                 | 15–10, 5–15, 15–11 |
| Dameneinzel  | Ong Siew Eng                 | Yoong Sook Lian              | 11–3, 11–0         |
| Herrendoppel | Wee Boon Hai Wong Chong Teck | Wong Peng Nam Wong Peng Soon | 21–9, 21–11        |
| Damendoppel  | Chan Keng Boon Ong Siew Eng  | Doreen Kiong Nellie Chia     | 15–9, 15–6         |
| Mixed        | S. A. Durai Yoong Sook Lian  | Yap Chin Tee Elsie Wong      | 21–13, 21–14       |